# 후 이즈 팬시
후 이즈 팬시(Who Is Fancy, 1991년 3월 29일 ~ )는 미국의 싱어송라이터이다. 대표곡은 "Boys Like You"이다. 이 곡은 아리아나 그란데와 메간 트레이너가 피쳐링을 맡았다.